# Stratone transversale
Stratone transversale là một loài bọ cánh cứng trong họ Cerambycidae.